# سیلوان دیلیر
سیلوان دیلیر (آلمانی: Silvan Dillier؛ زادهٔ ۳ اوت ۱۹۹۰) دوچرخه‌سوار اهل سوئیس است.
از باشگاه‌هایی که در آن رکاب زده‌است می‌توان به تیم بی‌ام‌سی، و تیم بی‌ام‌سی، و آژ۲آر لا موندیال اشاره کرد.
وی در مسابقات کشوری و بین‌المللی در مجموع برندهٔ ۲ مدال طلا، ۱ مدال نقره شده‌است.